# Kingseat (Fife)
Kingseat è un villaggio del Fife, Scozia, Regno Unito, che si trova in prossimità, a sud, del lago Fitty e nelle vicinanze di Cowdenbeath e di Dunfermline, con una popolazione di circa 760 abitanti.
Kingseat è un piccolo centro turistico per la pesca sportiva che si svolge nel vicino lago Fitty.